# Bucerdea Grânoasă
Bucerdea Grânoasă (deutsch Botschard oder Bothard, ungarisch Búzásbocsárd) ist eine rumänische Gemeinde im Kreis Alba in der Region Siebenbürgen.

## Lage

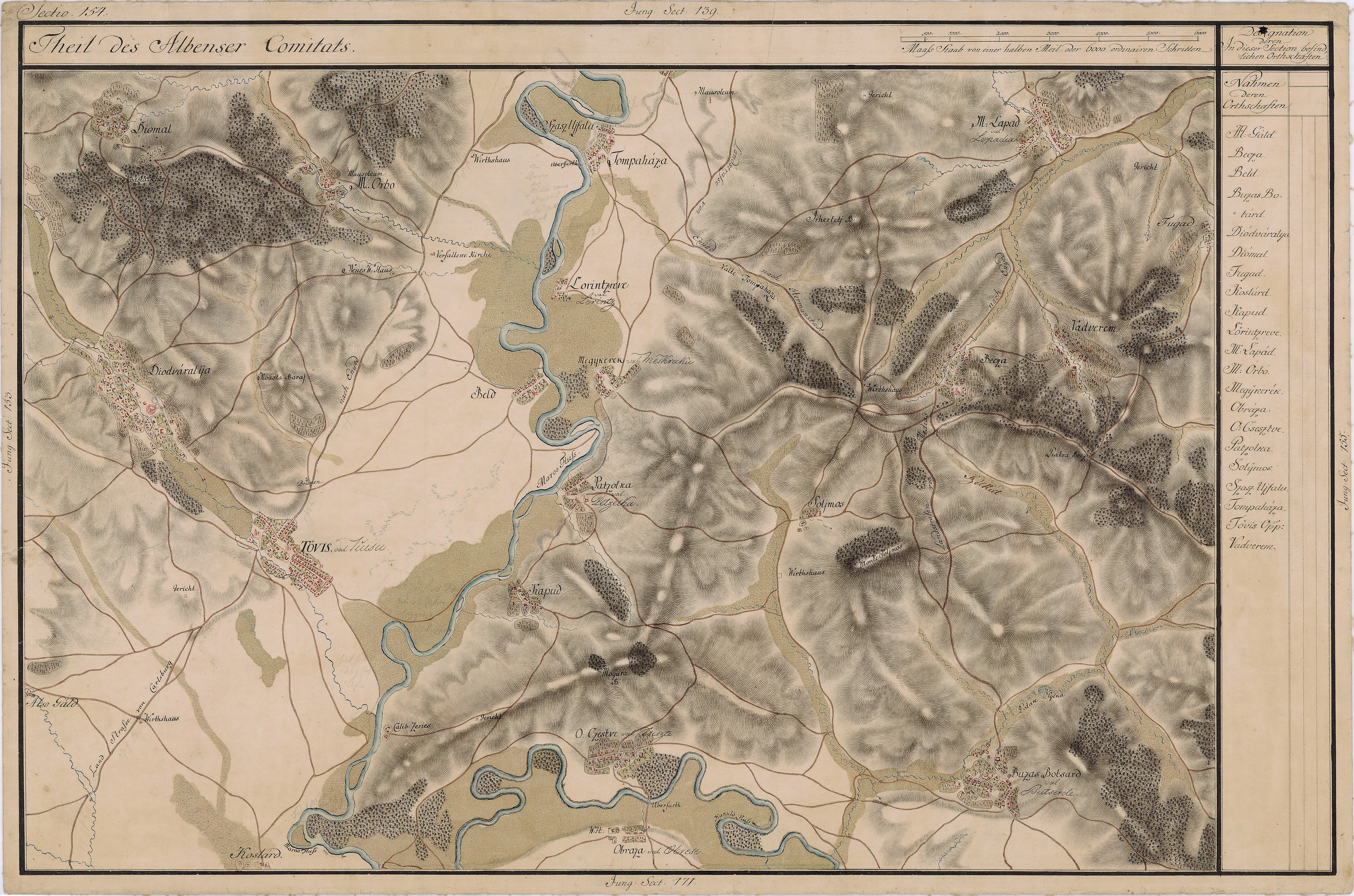
Bucerdea Grânoasă in der Josephinischen Landesaufnahme von 1767–1773

Bucerdea Grânoasa liegt im Südwesten des Siebenbürgischen Beckens, 3 Kilometer nördlich des Flusses Târnava (Kokel) und dem Drum național 14B, etwa 10 Kilometer westlich der Stadt Blaj (Blasendorf) und ca. 30 Kilometer nordöstlich von der Kreishauptstadt Alba Iulia entfernt.

## Geschichte
Die Ortschaft Bucerdea Grânoasa wurde 1303 erstmals urkundlich erwähnt. Seine rumänische Bezeichnung erhielt das Dorf durch seine Getreideproduktionrum. grâne = Getreide. Im Mittelalter war das Dorf vorwiegend von Ungarn, später von Rumänen bewohnt. Die Bevölkerung lebte vorwiegend von der Landwirtschaft.
Bucerdea Grânoasă wurde am 27. April 2006 durch die Loslösung von Crăciunelu de Jos eine eigenständige Gemeinde mit den Dörfern Cornu, Pădure und Pânca.

## Bevölkerung
Die Bevölkerung der Gemeinde Boroșneu Mare entwickelte sich wie folgt:
| 1850 | 1.506 | 976   | 395 | 2 | 133            |
| 1910 | 1.828 | 2.569 | 15  | 3 | -              |
| 1966 | 2.542 | 1.776 | 765 | 1 | -              |
| 2002 | 2.300 | 1.705 | 595 | - | -              |
| 2011 | 2.235 | 1.437 | 415 | - | 383 (303 Roma) |
| 2021 | 2.169 | 1.394 | 365 | - | 60 (276 Roma)  |

Die höchste Anzahl an Deutschen (8) wurde 1880 in Bucerdea Grânoasă registriert.

## Sehenswürdigkeiten
- Die Reformierte Kirche, im 16. Jahrhundert errichtet, im 18. Jahrhundert umgebaut und 1868 ein mit Schindeln gedeckter Turm angebaut,[3] steht unter Denkmalschutz.[7]

## Geboren in Bucerdea Grânoasă
- Ioan Maiorescu (1811–1864), rumänischer Sprachwissenschaftler[8]